# وغلانة
وغـلانـــة تعتبر وغلانة من أقدم الحواضر لمنطقة وادي ريغ والاقدم على الإطلاق في منطقة جامعة اذ هي النواة الأولى لتاسيسها
ويرجع تاريخها إلى فترة الحكم الروماني لشمال افريقيا حيث كانت تسكن المنطقة قبائل بربرية تفرعت عنها عدة بطون كمغراوة ريغ من قبائل زناتة البربرية، ويرجع تاسيس وادي ريغ إلى قبيلة مغراوة. وعرفت وغلانة عدة تحولات مكانية للقرية أو المدينة الاصلية وهذه التحولات ترجع إلى عدة اسباب منها توالي الحروب والنزاعات على مر الفترات التاريخة (حملات السلطان المريني أبو عنان، حملات الرياس الاتراك لاجبار الاهالي على دفع الجزية، الحروب بين الحماديين والحفصيين على النفوذ في المنطقة وأكبر الحملات همجية كانت حملة ابن غانية الميوركي الذي شرد السكان ودمر عدة قصور وقرى من المنطقة)وكذلك بعض الكوارث الطبيعية والبيئية (حمى الملاريا في بداية الاحتلال الفرنسي للمنطقة «حوالي 1856الى1874» الأمطار الطوفانية سنة 1969.
بعد سقوط الدولة الرستمية أصبحت من بين أهم المراكز الاباضية، حيث بعد تاسيس حركة العزابة من طرف الشيخ أبا بكر النفوسي بمنطقة بلدة اعمر أصبح يتنقل بين وغلانة وبلدة عمر وتوقرت وتونين «حاليا لورثة تركي واصبحت منطقة توسع عمراني» لنشر مذهبه وللقضاء بين الناس.
ومن بين أهم معالمها بحيرة لالة زهرة التي احيكت حولها عدة قصص، ضريح الولي الصالح سيدي علي المحجوب أين كان يسكن وكان من أهم المشايخ والقضاة عاش حوالي القرن الخامس عشر إلى السادس عشر ميلادي، قصر وغلانة القديمة http://thesis.univ-biskra.dz/1114/5/Chapitre03.pdf، برج كورنو الذي كان مركزا عسكريا للاستنطاق والتعذيب وقبله كان واحة انشات حوالي العام 1897، https://gallica.bnf.fr/ark:/12148/bpt6k5790499p/f146.image.r=ksar%20ourlana كذلك هذا المعلم الذي هو في حالة اهمال كبيرة نظرا لتسلط البعض (.......) حيث اشتري من عند المعمرين (...؟؟؟؟؟؟) وحوله عانت هناك واحة جميلة انجزت حوالي العام 1882 كما تحتوي على واحات جميلة.
عند إنشاء قريتي الاغفيان وعين الشوشة بعد سنة 1958 توجهت عدة عائلات من اجل السكن في هاتين القريتين نظرا للضيق الذي كانت تعاني منه القرية سيما وانها وسط واحات النخيل فخرجت حوالي 100 عائلة من القرية منها عائلات: اسماعيلية، بروكش، زهري، طعبلي، سلمي، قنوني، بوصبيع، معنان، بوعنان. كما يوجد حي سكني في ورقلة اسسه أبناء قرية وغلانة ويحمل اسمها.
```
ويقطن الفرع الإداري وغلانة حالياأكثر من 18ألف نسمة يتوزعون على الاحياء السكنية: برج سليمان،05 جويلية، حي الصومام، حي وغلانة الغربية، حي الأمن، حي خزان المياه، حي المسجد الكبير وحي محطة نافطال والحي الجديد الترقوي غرب متوسطة الشهيد معروفي الطاهر.
```

## بعض المجاهدين والشهداء
- بريالة بلقاسم
- بوعنان بلقاسم
- بوعنان العيد
- قنوني محمد
- الطالب مبارك زهري
- الطالب عبد القادر إسماعيلية
- معروفي الطاهر
- بوحنية الحاج أحمد
- شبابي محمد
- معروفي موسى
- طعبلي عبد الحفيظ
- زهري محمد بوزاهر
- قنوني الهاشمي